# Melangyna triangulifera
Melangyna triangulifera är en tvåvingeart som först beskrevs av Zetterstedt 1843.  Melangyna triangulifera ingår i släktet flickblomflugor, och familjen blomflugor. Inga underarter finns listade i Catalogue of Life.